# Санжоаненше (футбольний клуб, Боа Вішта)
Спорт Клубе Санжоаненше або просто Санжоаненше (порт. Sport Clube Sanjoanense) — професіональний кабо-вердський футбольний клуб з острова Боа-Вішта.

## Історія
За свою історію клуб не вигравав жодного трофея
Крім футбольного відділу клуб також має легкоатлетичний

## Логотип
Логотип клубу складаєтьмя з перевернутого трикутника та верблюда, який лежить нагорі. Трикутник має синьо-зелений колір, у верхньому лівому кутку знаходиться зображення двох пальм, а середину трикутника перерізає біла стрічка, на якій написана назва футбольного клубу.

## Історія виступів у чемпіонатах та кубках

### Острівний чемпіонат
| Сезон   | Див. | Поз. | Іг. | В | Н | П | ЗМ | ПМ | РМ  | О  | Кубок | Суперкубок | Примітки |
| ------- | ---- | ---- | --- | - | - | - | -- | -- | --- | -- | ----- | ---------- | -------- |
| 2007-08 | 2    | 7    | 12  | - | - | - | -  | -  | -   | -  |       |            |          |
| 2013-14 | 2    | 7    | 14  | 3 | 2 | 9 | 13 | 25 | -13 | 11 |       |            |          |
| 2014-15 | 2    | 7    | 14  | 3 | 4 | 7 | 11 | 23 | -2  | 13 |       |            |          |